# Coalgate
Coalgate é uma cidade localizada no estado norte-americano de Oklahoma, no Condado de Coal.

## Demografia
Segundo o censo norte-americano de 2000, a sua população era de 2005 habitantes.
Em 2006, foi estimada uma população de 1855, um decréscimo de 150 (-7.5%).

## Geografia
De acordo com o United States Census Bureau tem uma área de
4,1 km², dos quais 4,0 km² cobertos por terra e 0,1 km² cobertos por água. Coalgate localiza-se a aproximadamente 181 m acima do nível do mar.

## Localidades na vizinhança
O diagrama seguinte representa as localidades num raio de 20 km ao redor de Coalgate.